# Hemidiscella
Hemidiscella es un género de foraminífero bentónico de la subfamilia Tolypammininae, de la familia Ammodiscidae, de la superfamilia Ammodiscoidea, del suborden Ammodiscina y del orden Astrorhizida. Su especie-tipo es Hemidiscella palabunda. Su rango cronoestratigráfico abarca el Holoceno.

## Discusión
Clasificaciones previas incluían Hemidiscella en el suborden Textulariina del orden Textulariida.

## Clasificación
Hemidiscella incluye a la siguiente especie:
- Hemidiscella palabunda